# Carroll County, Georgia
Carroll County är ett administrativt område i delstaten Georgia, USA, med 110 527 invånare. Den administrativa huvudorten (county seat) är Carrollton. 

## Geografi
Enligt United States Census Bureau har countyt en total area på 1 305 km². 1 292 km² av den arean är land och 13 km² är vatten.

### Angränsande countyn
- Paulding County, Georgia - nord
- Douglas County, Georgia - öst
- Fulton County, Georgia - öst
- Coweta County, Georgia - sydost
- Heard County, Georgia - syd
- Randolph County, Alabama - sydväst
- Cleburne County, Alabama - väster
- Haralson County, Georgia - nordväst